# سیارک ۲۱۵۰۸
سیارک ۲۱۵۰۸ (به انگلیسی: 21508 Benbrewer، نامگذاری:1998KU33) بیست و یک هزار و پانصد و هشتمین سیارک کشف شده‌است که در ۲۲ مه ۱۹۹۸ کشف شد.
قدر مطلق سیارک برابر ۱۷.۸ است.